# Patín Carrera en los Juegos Suramericanos de 2014: 1000m femenino
La prueba de 1000 femenino de Patín Carrera en Santiago 2014 se llevó a cabo en el Patinódromo del Estadio Nacional el día 8 de marzo. Participaron 6 patinadoras.

## Resultados[1]
| #                 | País      | Patinadora     | Resultados |
| ----------------- | --------- | -------------- | ---------- |
| Medalla de oro    | Colombia  | Yenny Serrano  | 1:54.686   |
| Medalla de plata  | Ecuador   | Ingrid Factos  | 1:55.028   |
| Medalla de bronce | Venezuela | Sindy Cortéz   | 1:55.087   |
| 4                 | Chile     | Valentina Moya | 1:55.532   |
| 5                 | Argentina | Melisa Bonnet  | 1:55.930   |
| 6                 | Uruguay   | Mabel Chaparro | 2:05.953   |